# Plays Metallica by Four Cellos
Plays Metallica by Four Cellos — дебютный студийный инструментальный кавер-альбом финской группы Apocalyptica, выпущенный в 1996 году. В Plays Metallica by Four Cellos содержится восемь инструментальных кавер-версий песен группы Metallica.

## Список композиций
| №  | Название                    | Длительность |
| -- | --------------------------- | ------------ |
| 1. | «Enter Sandman»             | 3:41         |
| 2. | «Master of Puppets»         | 7:17         |
| 3. | «Harvester of Sorrow»       | 6:15         |
| 4. | «The Unforgiven»            | 5:23         |
| 5. | «Sad But True»              | 4:48         |
| 6. | «Creeping Death»            | 5:08         |
| 7. | «Wherever I May Roam»       | 6:09         |
| 8. | «Welcome Home (Sanitarium)» | 5:50         |